# Jean-Baptiste Macquet

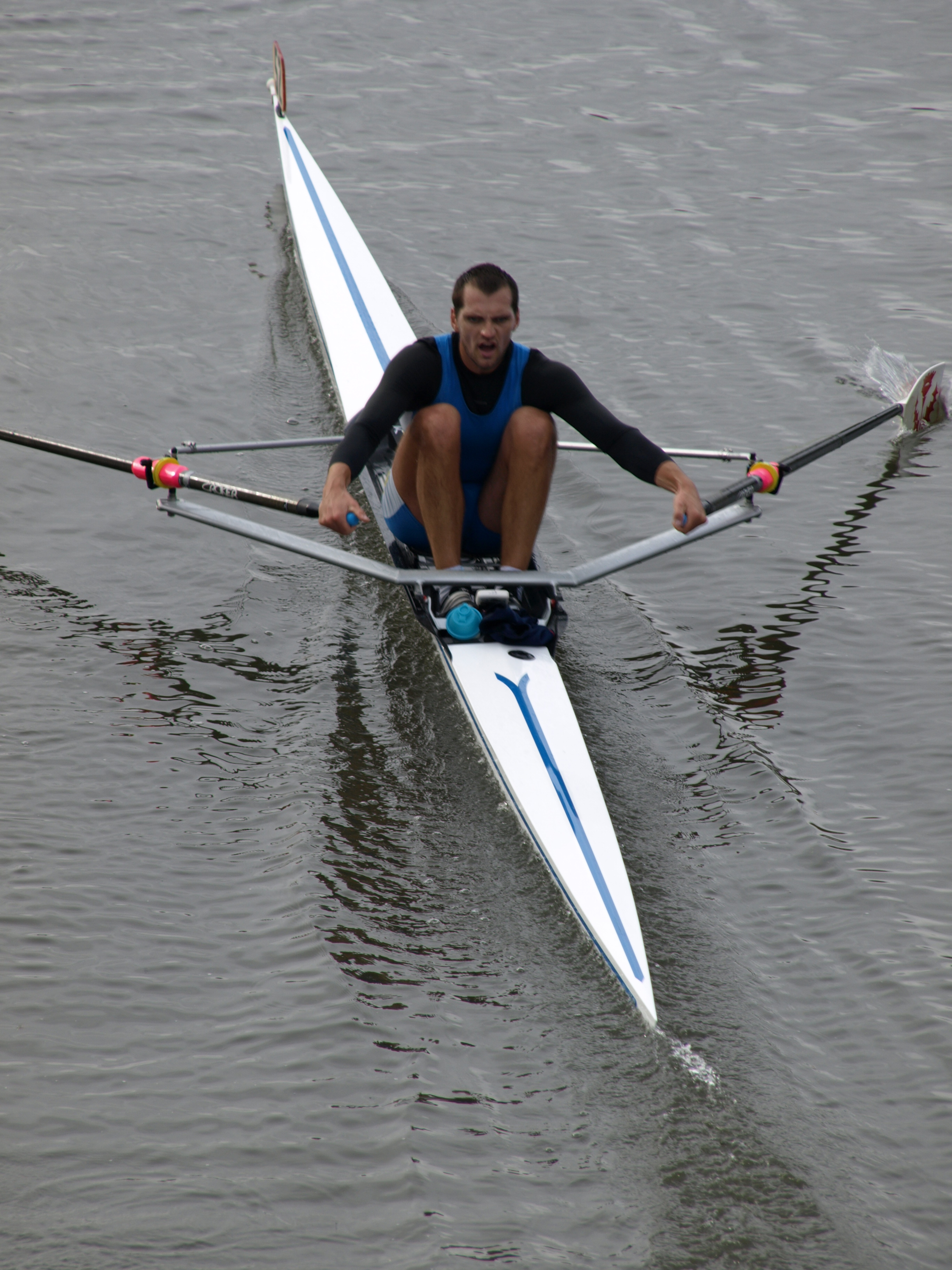
Jean-Baptiste Macquet (2012)

Jean-Baptiste Macquet (* 2. Juli 1983 in Dieppe) ist ein französischer Ruderer und zweifacher Weltmeister.

## Karriere
Macquet war 2001 Juniorenweltmeister im Vierer ohne Steuermann. 2002 gewann er bei den U23-Weltmeisterschaften eine Bronzemedaille im Vierer mit Steuermann, 2003 folgte Silber im Achter. Bei den Ruder-Weltmeisterschaften 2003 belegte er mit dem Vierer mit Steuermann den vierten Platz in der Erwachsenenklasse. In der Olympiasaison 2004 ruderte Macquet im französischen Achter, mit dem er in der olympischen Regatta den sechsten Platz belegte.
2005 wechselte Macquet von den Riemenbooten zu den Skullbooten und trat zuerst mit Ronan Mathieu und dann mit Jonathan Coeffic im Doppelzweier an, der siebte Platz bei den Ruder-Weltmeisterschaften 2005 war für Macquet und Coeffic die beste Platzierung. 2006 bildete Macquet mit dem Olympiasieger von 2004 Adrien Hardy einen neuen Doppelzweier, der im Weltcup in Posen siegte und in München und Luzern jeweils den dritten Platz erreichte. Bei den Ruder-Weltmeisterschaften 2006 in Eton siegten Macquet und Hardy vor den Slowenen Luka Špik und Iztok Čop. 2007 belegten die beiden Franzosen im Weltcup die Plätze vier, fünf und sechs, bei den Weltmeisterschaften in München gewannen sie Silber hinter den beiden Slowenen. 2008 waren die Weltcupergebnisse ähnlich denen im Vorjahr, bei den Olympischen Spielen 2008 in Peking belegten Macquet und Hardy den fünften Platz. Für die Ruder-Europameisterschaften 2008 begaben sich Hardy und Macquet in den französischen Achter, mit dem sie den Titel gewannen.
2009 wechselten Hardy und Macquet nach einem sechsten Platz beim Weltcup in Banyoles in den Doppelvierer, mit dem sie bei den Ruder-Weltmeisterschaften 2009 den fünften Platz belegten. Bei den Ruder-Europameisterschaften 2009 erhielten die beiden mit dem französischen Achter die Bronzemedaille. 2010 wechselte Macquet zurück zu den Riemenbooten, der französische Vierer ohne Steuermann trat mit Macquet am Schlag, Germain Chardin, Julien Desprès und Dorian Mortelette an. Nach einem dritten Platz beim Weltcup in Luzern und einem fünften Platz bei den Ruder-Europameisterschaften 2010 siegte der französische Vierer eher überraschend bei den Ruder-Weltmeisterschaften 2010. Im darauf folgenden Jahr erreichte der französische Vierer ohne bei den Ruder-Weltmeisterschaften 2011 nur das C-Finale und belegte in der Endabrechnung Rang 13.